# Sidney (Nebraska)
Pour les articles homonymes, voir Sidney.
La ville de Sidney est le siège du comté de Cheyenne, dans l’État de Nebraska, aux États-Unis. Elle comptait 6 282 habitants lors du recensement de 2000.

## Personnalité
- Alfred Andrew Cohen (1829-1887), financier, y est mort.